# William Aiton
William Aiton (ur. 1731 w Hamilton, zm. 1 lutego 1793 w Richmond) – szkocki botanik. Nazwy naukowe, których jest autorem oznaczane są jego nazwiskiem – „Aiton”; w przeszłości posługiwano się także skrótem „Ait”.

## Życiorys
Urodził się w 1731 w Hamilton w Szkocji. W 1754 wyjechał do Anglii, gdzie wkrótce dostrzegł go botanik Philip Miller, dyrektor Chelsea Physic Garden, który zatrudnił go jako swojego asystenta.
Po powrocie został głównym ogrodnikiem w Chelsea Physic Garden, drugim najstarszym ogrodzie botanicznym w Anglii. W 1759 roku został dyrektorem ogrodu botanicznego w Kew, gdzie pozostał aż do śmierci.
Jego Hortus Kewensis, katalog roślin uprawianych w Królewskim Ogrodzie Botanicznym w Kew (Londyn 1789, trzy tomy wraz z ilustracjami) zawiera opis 6000 roślin, w tym 14 nowych rodzajów i prawie 500 nowych gatunków. Zwięzłość i precyzja zamieszczonych w publikacji charakterystyk roślin sprawiają, że praca ta wciąż pozostaje popularna. Wydawcą opublikowanej w latach 1810–1813 drugiej edycji tego dzieła był jego syn William Townsend Aiton (1766-1849), który także był ogrodnikiem i, podobnie jak ojciec, został dyrektorem Kew Gardens. Zmarł 1 lutego 1793 w Richmond w London Borough of Richmond upon Thames.

## Wybrane publikacje
- 1789: Hortus Kewensis, or, A catalogue of the plants cultivated in the Royal Botanic Garden at Kew[3]